# Melocheville
Melocheville était une municipalité de village du Québec située entre Saint-Timothée (Salaberry-de-Valleyfield) et Beauharnois. Elle a fusionné en 2002 à Beauharnois; elle est depuis un secteur de cette municipalité.
Le secteur Melocheville a une population d'environ 2600 habitants et est située sur la Grande île, île fluviale du fleuve St-Laurent partagée avec Valleyfield, et une autre partie est située sur la côte ouest de Beauharnois.

## Économie
L'hydromellerie Miel Nature, créée en 1980, ouvre sa boutique et produit du miel extrait à froid, des miels aux fruits (orange, canneberge, pêche et abricot), miel menthe, relish au miel, moutarde au miel de même que 23 hydromels.